# Појана луј Станга (Ђурђу)
Појана луј Станга (рум. Poiana lui Stângă) насеље је у Румунији у округу Ђурђу у општини Ванаториј Мичи. Oпштина се налази на надморској висини од 130 m.

## Становништво
Према подацима из 2002. године у насељу је живело 731 становника, од којих су сви румунске националности.